# SS-Jagdeinsatz Slowakei
Slovenský stíhací svaz příslušníků SS byl vytvořen z SS stíhacího svazu Jihovýchod SS Jagdverband Südost, velitel SS-Obersturmführer Benesch se štábem ve Vídni a krátce v Kroměříži. Základ oddílu pochází z divize Brandenburg, z které se vytvořil v roce 1940 záškodnický prapor Sonderverband pro zvláštní účely ZbV - Zur besonderen Verwendung - jednotka zvláštního určení. Jednotky ZbV měly velitele příslušníky SS a jejich nadřízeným velitelem byl Heinrich Himmler a byly zpočátku součástí vojenské policie wehrmachtu. Významným podílem se účastnily společně se Sonderkommandy válečných zločinů zejména v Evropě. V roce 1943 byl vytvořen prapor SS Freindentahl ZbV, který byl přejmenován na 502. stíhací prapor pod velením SS-Hauptsturmführera Skorzenyho. V roce 1944 byl prapor zesílen na Regiment SS-Jagdverbande (1800–2000). Počátkem léta kdy narůstala partyzánská činnost na Slovensku byl poručík Walter Pawlofski pověřen vedením válečné školy Kampfschule v Badenu u Vídně.
Dne 22. července 1944 obdržel Pawlofski rozkaz zřídit Streifkorps s krycím názvem „Jozef“. Nasazení tohoto rodícího útvaru schválil velitel německých vojsk na Slovensku gen. Alfred von Hubitzki. Tento nový útvar se 30. srpna v počtu 70–80 osob účastnil obsazení strategických budov v Bratislavě při vzniku Slovenského povstání. Zpočátku probíhal výcvik a nábor v Bratislavě v restauraci Albrecht (budova Červeného kříže). Vzhledem k tomu, že většina dobrovolníků pocházela z Bratislavy, bylo nutné nábor utajit a tak Pawlofski přemístil výcvik nejdříve do Sekul. Zde byl vznikající svaz rozdělen do čtyř skupin. 1.četa por. Sonnenberger (obecná taktika,pionýrství) velitel 2.čety obrfeldvébl Puritscher,(bojový výcvik, střelba,topografie) 3. četa obfv. Hanke (třaskaviny a trhaviny) a 4. četa unst. Kurt Werner Tutter (řízený maskovaný hovor, postřeh, pozorování),
Od 12. září do 5. října byly tři čety nasazeny v Bratislavě, Nitře a Holíči v rámci Pohotovostních oddílů Hlinkovy gardy. Pravděpodobně od 6. října se Streifkorps neformálně rozdělil na dva "samostatné" útvary – Edelweiss , Einheit Josef (jednotka Josef). Jednotky byly od 5. října do 30. října soustředěny ke společnému výcviku v Rarborku u Malacek. Od 21. září byl Streifkorps včleněn do SS-Jagdverbande – Slovenského stíhacího svazu. Od 31. října do 3. listopadu proběhlo soustředění v Sekulích a poté byl Einheit Josef přemístěn do Turčianských Teplic. Oddíl Edelweiss měl velitelský štáb v Žilině, kde probíhal další výcvik a další nábor ze Slovenských pracovních složek (SPS) a německých Slováků z oddílu HS- Heimatschutz Slowakei.
Počátkem prosince pravděpodobně vznikla z těchto útvarů dočasná speciální skupina Unterstürmführera Schindlera Schneewittchen (Sněhurka). Tento dočasný útvar má zřejmě přímou souvislost s přepadením HŠPO v údolí Lomnistého potoka pod Chabencem. Před Vánocemi byla část útvaru Schneewittchen odvezena také do Prešova a jejich úkolem bylo infiltrovat partyzánské hnutí na východním Slovensku. V březnu 1945 tento útvar pravděpodobně zanikl a členové se vrátili zpět ke svým mateřským útvarům.
Od února 1945 přešel celý štáb stíhacího svazu do Turčianských Teplic a byl svěřen pod velení Heinricha Himmlera. Od této doby užíval název SS-Jagdeinseitz Slowakei 232 a měl tabulkově okolo 500 členů..
Na základě archivu bezpečnostních složek MV bylo zjištěno, že pravděpodobně celý Slovenský stíhací svaz, nikoliv jen jednotka Edelweiss, provedla do dubna 52 protipartyzánských akcí, při kterých přímo zahynulo nejméně 258 osob a bylo zatčeno více než 600 lidí. Z tohoto počtu zajatců se ze zadržovacích věznic a koncentračních táborů vrátilo 77 osob. V přímé souvislosti s její činností tak celkem zahynulo minimálně 781 osob. Slovenská část jednotky Edelweiss dosáhla počtu 236 mužů, z čehož bylo 221 Slováků a 15 zajatých partyzánů.